# Der Narr des Schicksals
Der Narr des Schicksals ist ein österreichisch-deutsches Stummfilmdrama aus dem Jahre 1915 unter der Regie von Felix Salten  mit Rudolf Schildkraut in der Hauptrolle. 

## Handlung
Schildkraut spielt hier einen kleinen Beamten, der aus Liebe zu einem kapriziösen Mädchen zum Betrüger wird. Mit dem unterschlagenen Geld und seiner Geliebten an seiner Seite flieht er aus Wien mit dem Zug in Richtung Triest (damals noch zu Österreich gehörend). Während dieser Flucht kommt ihm erst das Geld und dann auch noch die treulose Geliebte abhanden. Von allen verlassen, entscheidet sich der nunmehr in jeder Hinsicht mittellose Mann in Triest dazu, seinem ihm nunmehr sinnlos erscheinenden Leben ein Ende zu bereiten.

## Produktionsnotizen
Der Narr des Schicksals entstand, je nach Quelle, 1915 gleich nach dem vorhergehenden Schildkraut-Film Das achte Gebot im Union-Atelier in Berlin-Tempelhof bzw. im Wiener Freilichtatelier der Firma Philipp & Pressburger und maß eine Länge von 1000 bis 1130 Metern auf drei Akten. Nach einer Sondervorführung im Wiener Fleischmann-Kino im Juli 1915 fand der Streifen seine deutsche Erstaufführung 1916 in U.T. am Kurfürstendamm. Im coproduzierenden Österreich-Ungarn wurde der Film für die breite Masse wegen des Krieges zurückgestellt.

## Kritik
„Da ist vorerst der Wiener Schildkraut-Film „Der Narr des Schicksals“ zu nennen, der im eigenen Freilichtatelier der Firma Philipp & Pressburger aufgenommen wurde, und in der Schildkraut eine Meisterleistung vollbringt.“